# 桂木隆夫
桂木 隆夫（かつらぎ たかお、1951年 - ）は、日本の法学者（法哲学・公共哲学）。学習院大学法学部教授。日本法哲学会理事。

## 略歴
- 1974年 早稲田大学政治経済学部卒業
- 1980年 東京大学大学院法学政治学研究科基礎法学専攻博士課程修了。法学博士。学位論文「ヒューム哲学における法及び道徳世界の形成について」

## 著書
- 『自由と懐疑、ヒューム法哲学の構造とその生成』（本鐸社、1991年）
- 『自由社会の法哲学』（[[弘文堂、1990年）
- 『市場経済の哲学』（創文社]]、1995年）
- 『自由とはなんだろう』（朝日新聞社、2002年）
- 『ことばと共生』（三元社、2003年）
- 『保守思想とは何だろうか　保守的自由主義の系譜』（筑摩選書、2020年）